# Zongga (häradshuvudort i Kina, Tibet Autonomous Region, lat 29,00, long 85,25)
Zongga (kinesiska: 宗嘎, Jilong Xian, 吉隆县) är en häradshuvudort i Kina. Den ligger i den autonoma regionen Tibet, i den sydvästra delen av landet, omkring 570 kilometer väster om regionhuvudstaden Lhasa. Antalet invånare är 14 972. Befolkningen består av 7 082 kvinnor och 7 890 män. Barn under 15 år utgör 28,0 %, vuxna 15-64 år 67 %, och äldre över 65 år 4,0 %.
Trakten runt Zongga är nära nog obefolkad, med mindre än två invånare per kvadratkilometer. Trakten runt Zongga består i huvudsak av gräsmarker.
Genomsnittlig årsnederbörd är 960 millimeter. Den regnigaste månaden är augusti, med i genomsnitt 183 mm nederbörd, och den torraste är november, med 6 mm nederbörd.